# Bonomo
Bonomo ist ein italienischer Familienname, abgeleitet von einem gleichlautenden mittelalterlichen Vornamen aus dem 8. Jahrhundert mit der Bedeutung „guter Mann“.

## Namensträger
- Can Bonomo (* 1987), türkischer Sänger
- Giovanni Cosimo Bonomo (1666–1696), italienischer Mediziner
- Johanna Maria Bonomo (1606–1670), römisch-katholische Äbtissin und Mystikerin
- Justin Bonomo (* 1985), US-amerikanischer Pokerspieler
- Mario Bonomo (1912–1983), italienischer Skispringer
- Pietro Bonomo (1458–1546), italienischer Humanist, Politiker, Bischof von Triest, Bischof von Wien
- Stefano Bonomo (* 1993), US-amerikanisch-italienischer Fußballspieler